# Hoplobunus spinooculorum
Hoplobunus spinooculorum is een hooiwagen uit de familie Stygnopsidae.